# 沃维尔莱邦
沃维尔莱邦（法語：Veauville-lès-Baons，法語發音：[vovil lɛ bɑ̃]，意为“邦附近的沃维尔”）是法国滨海塞纳省的一个旧市镇，属于鲁昂区。2019年1月1日，沃维尔莱邦与市镇欧特勒托合并为新市镇莱欧德科。

## 地理
沃维尔莱邦（49°39'11"N, 0°46'0"E）面积7.96 平方千米，位于法国诺曼底大区滨海塞纳省，该省份为法国北部沿海省份，其西部及北部濒大西洋英吉利海峡，东起顺时针与索姆省、瓦兹省、厄尔省和卡爾瓦多斯省接壤。
与沃维尔莱邦接壤的市镇（或旧市镇、城区）包括：欧特勒托、邦勒孔特、埃克托莱邦、埃图特维尔、欧托圣叙尔皮斯。
沃维尔莱邦的时区为UTC+01:00、UTC+02:00（夏令时）。

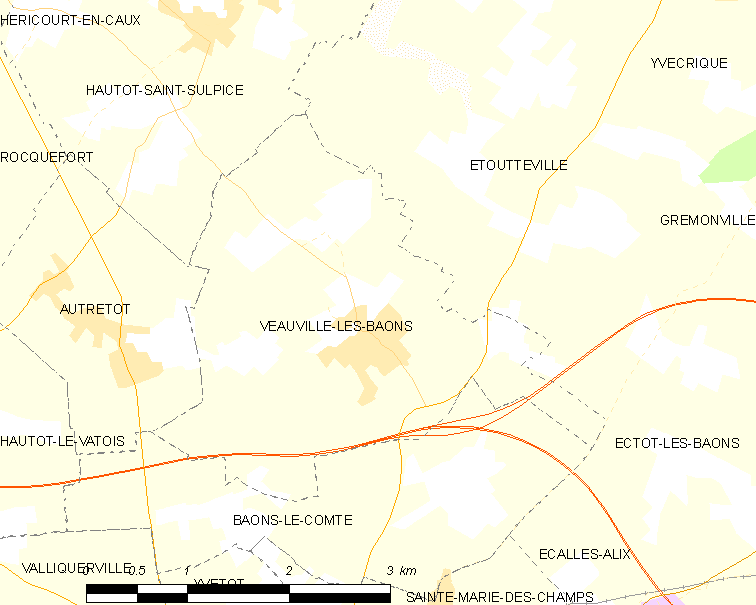
沃维尔莱邦的OSM定位图

## 行政
沃维尔莱邦的邮政编码为76190，INSEE市镇编码为76729。

## 政治
沃维尔莱邦所属的省级选区为伊沃托县。

## 人口

1962-2008年间沃维尔莱邦人口变化图示

沃维尔莱邦于2018年1月1日时的人口数量为714人。